# Blauwe Sluis (Steenbergen)
Blauwe Sluis, ook wel het Bovensas genoemd, is een buurtschap  in de gemeente Steenbergen in de Nederlandse provincie Noord-Brabant en ligt in het zuidoosten van de deze gemeente, tussen Steenbergen en Kruisland.
De buurtschap bestaat uit een dertigtal huizen en bevindt zich op ongeveer twee kilometer van Steenbergen, aan de driesprong van de waterlopen de Steenbergse Vliet, Roosendaalse Vliet en de Kleine Aa, die doorstroomt tot aan het Belgische Kalmthout. De buurtschap dankt waarschijnlijk haar naam aan het nabijgelegen gelijknamige sluizencomplex, specifiek naar de blauwe kleur van de sluisdeuren. Het sluiscomplex dateert van 1822; de nabijgelegen sasmeesterswoning is in 1835 aangebouwd. Het watergebied nabij en rond de buurtschap is dankzij de relatief vlakke oevers erg geliefd bij sportvissers.
Stad: Steenbergen      Dorpen: De Heen · Dinteloord · Kruisland · Nieuw-Vossemeer · Welberg 

Buurtschappen: Blauwe Sluis · Bloemendijk · De Bocht · Boompjesdijk · Dintelsas · 't Haantje · Heense Molen · Koevering · Notendaal · De Overval ‎· Rolaf ‎· Visberg · Waterhoefke · Wildenhoek · Zwarte Ruiter

Noord-Brabant: Steden en dorpen      Nederland: Provincies · Gemeenten